# Marcel Renet
Pour les articles homonymes, voir Renet.
Marcel Renet, dit Jacques Destrée, né le 16 janvier 1905 à Paris et mort dans cette même ville le 11 mars 1979, est un homme politique français, fondateur du mouvement « Résistance » puis sénateur.

## Détail des fonctions et des mandats
Marcel Renet, alors médecin, s'engage en résistance à partir de novembre 1940 dans le réseau Valmy. Il fonde en août 1942, sous le pseudonyme de Jacques Destrée, le mouvement  « Résistance », l'un des premiers à porter ce nom, et un journal clandestin du même nom.
Arrêté par les Allemands, il s'évade une première fois. Repris, il est blessé par balle lors d'une nouvelle tentative d'évasion. Plusieurs fois torturé par la Gestapo, il ne cède pas. Déporté en janvier 1944 à Buchenwald, il est libéré en avril 1945.
Après-guerre il est d'abord journaliste au quotidien Ce matin, qui a succédé au journal Résistance, puis élu conseiller de Paris, il est désigné conseiller de la République par l'Assemblée nationale. Lors des élections sénatoriales de novembre 1948, il est élu sénateur de la Seine (Rassemblement du peuple français), et devient le vice-président de ce groupe au Sénat.
Il ne se représente pas en 1952 et devient directeur politique du quotidien l'Aurore.
Mandats parlementaires
- 19 décembre 1946 - 7 novembre 1948 : Sénateur élu par l'Assemblée nationale
- 7 novembre 1948 - 15 mai 1952 : Sénateur de la Seine

Décorations
- Légion d'honneur
- Croix de guerre 1939-1945 avec rosette de la Résistance